# 大坂夕
大坂 夕（おおさか ゆう、5月24日 - )は、日本のタレント、モデル。神奈川県出身。所属事務所はフリー(2022年時点)。旧名義は「橋元優奈」。

## 人物
- 趣味は絵画、歴史、時事、海外ドラマ、乗馬、動画編集など。特技は料理、情報リサーチ。第二種電気工事士、そして合格率10%以下の第三種電気主任技術者(電験3種)という特殊な国家資格を持っている。料理が得意でJSA日本サロネーゼ協会の講師資格を持ち、お菓子教室の講師なども務める。自身のレシピがクックパッドの人気レシピ本にも掲載された。
- 東電学園高等部に通っていた。
- 電力会社の社員から109ショップ店員へと転職、その後Ray-Ban、smart、Ollie、KERAなどの雑誌で取り上げられた事で事務所にスカウトされ、芸能界に入った。
- 動画編集の趣味を知る芸能人からしばしばYouTubeなどの動画編集を依頼されており、吉本興業所属のお笑いコンビEXITや、元埼玉西武ライオンズ・高木勇人などの動画制作にも携わっている。
- 社会人野球のイメージガール、日本野球連盟公式サポーター(2020〜)[1][2]として社会人野球に関するYouTubeチャンネルや動画制作を担当、新型コロナウィルス対策プロジェクト『今、僕達にできること』[3][4]など選手参加型の動画企画が話題となった。

## 出演歴

### テレビ
- テレビ朝日　「お願い!ランキング」
- テレビ朝日　「全力坂」
- フジテレビ　「とんねるずのみなさんのおかげでした」
- フジテレビ　「指原カイワイズ」
- テレビ朝日　「タモリ倶楽部」
- テレビ東京　「出没!アド街ック天国」
- CBCテレビ　「野望応援バラエティーノブナガ」
- 朝日放送「叱るGENJI」
- 日本テレビ　「Gの嵐!」
- テレビ朝日　「奇跡の扉 TVのチカラ」
- チバテレ「明日絶対パチるん？」レギュラー
- スカパー!レジャーチャンネル競艇展望番組ｱｼｽﾀﾝﾄMC
- スカパー!「スポっちゃ」
- テレビ東京 「ジョージ・ポットマンの平成史」

### 雑誌・新聞
- 晋遊舎「LDK」
- 扶桑社 クックパッド「殿堂入りレシピも紹介・大人気のお菓子」 [5]
- クックパッド「ホットケーキミックスのお菓子」
- 講談社「週刊現代」
- 日本ジャーナル出版「週刊実話」
- 地球丸「Rod and Reel」
- つり人社「Basser」
- 宝島社「teen girl」レギュラー
- 宝島社「smart」
- ミディアム「Ollie」
- Jinternational「KERA」
- ワニブックス「COOL TRANS」
- ワニブックス「All About Ray-Ban」
- マガジン・マガジン「キラキラHair」

### ラジオ
- ラジオ日本　「中本賢の横浜ガサガサ探検隊」
- ラジオ大阪　「オール阪神の週刊釣り道楽」
- 文化放送　「高田純次・河合美智子の東京パラダイス」
- 文化放送　「くにまるジャパン」
- FMヨコハマ　「God Bless Saturday」
- ニッポン放送　「茂木健一郎のサンデーズバリ！ラジオ」

### 舞台
- 劇団無現「シェイクスピア・夏の夜の夢」

### その他
- 石丸電気×エイデン公式イメージガール・準グランプリ
- プロ野球・千葉ロッテマリーンズファンイベント「ビーチクリーン大作戦」MC
- プロ野球・埼玉西武ライオンズ「高木勇人ファンミーティング」MC [6]
- プロ野球・北海道日本ハムファイターズ(鎌ヶ谷)イベントゲスト
- 中古釣具専門店タックルベリー公式イメージガール
- 日本野球連盟(JABA)公式サポーター